# Panicum decompositum
Panicum decompositum är en gräsart som beskrevs av Robert Brown. Panicum decompositum ingår i släktet vipphirser, och familjen gräs. Inga underarter finns listade i Catalogue of Life.

## Bildgalleri

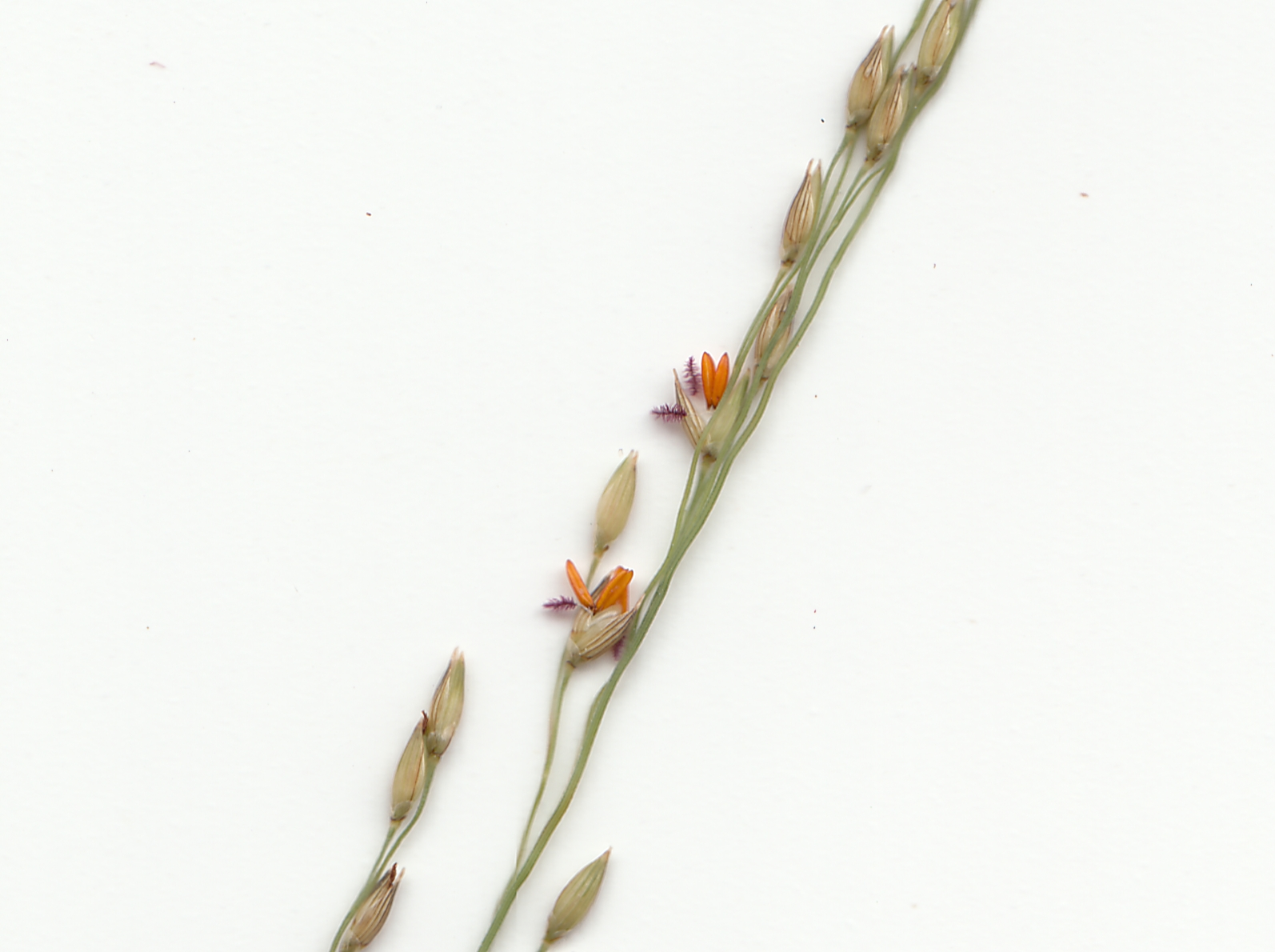
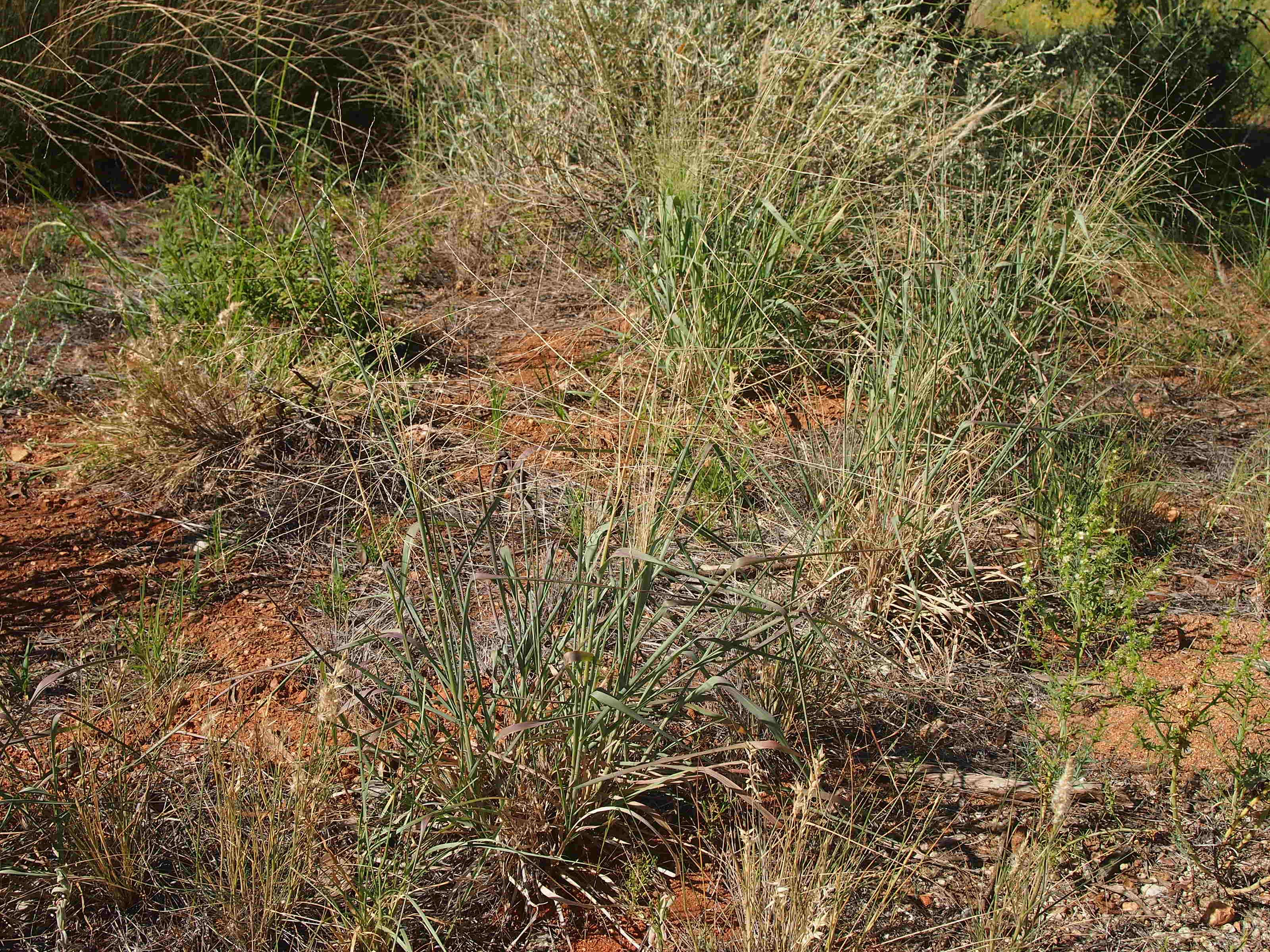
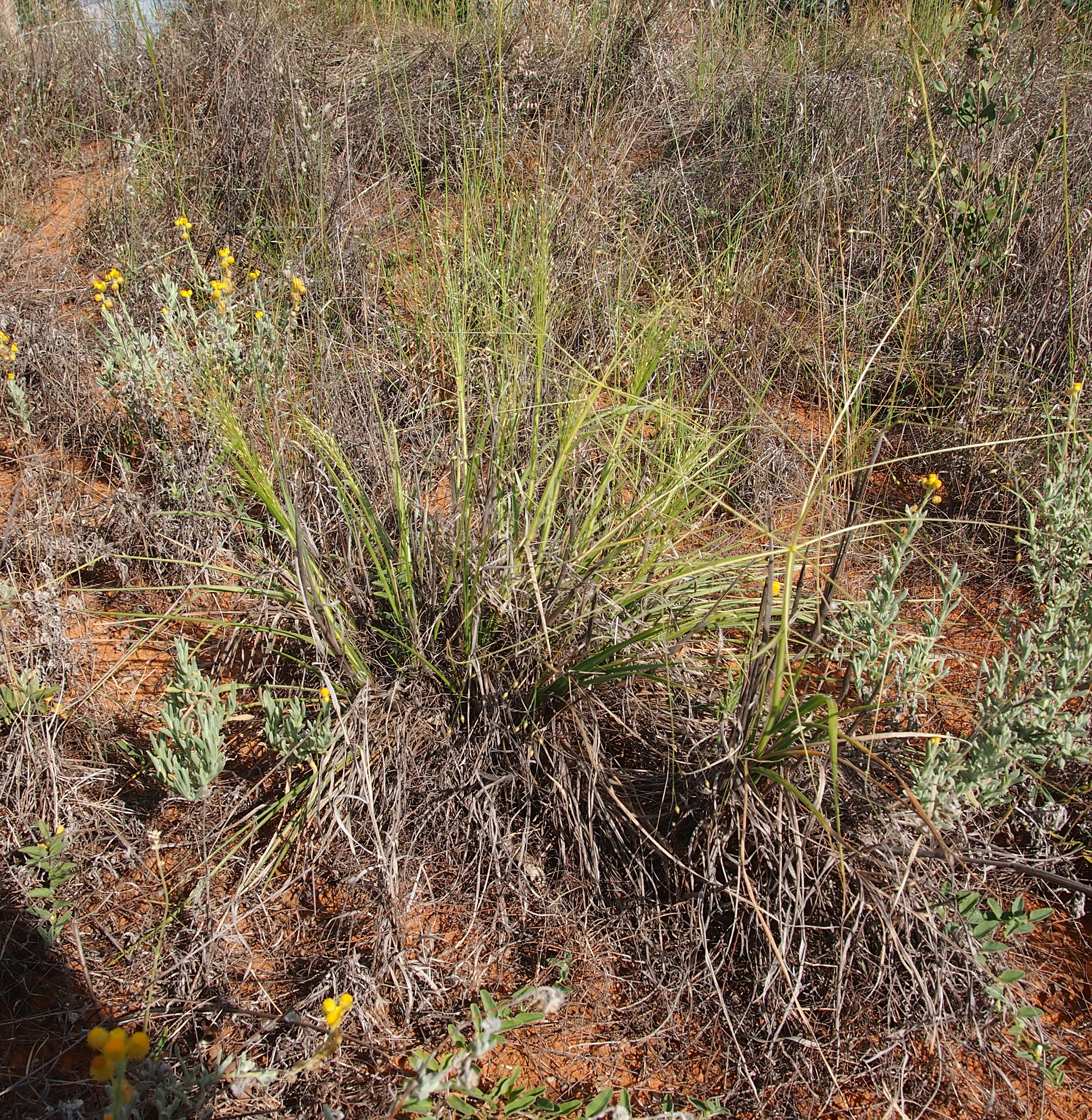